# 東海道本線優等列車沿革
東海道本線優等列車沿革（とうかいどうほんせんゆうとうれっしゃえんかく）では、東海道本線が開業した時以来に運行された、特急列車・急行列車・準急列車の運行を主に記載する。なお、以下のものについてはそれぞれ別項とする。
除外される主な系統
- 本来の東海道本線（在来線）の別線扱いとされた東海道新幹線（新幹線） … 当該項目および「のぞみ (列車)」・「ひかり (列車)」・「こだま (列車)」の各列車項目
- 東京駅 - 小田原駅 - 熱海駅 - 三島駅 - 沼津駅間（支線・私鉄直通も含む）運行の列車 …「踊り子 (列車)」
- 品川駅発着の常磐線直通運転列車 …「ひたち (列車)」
- 大船駅発着の横須賀線・総武本線・成田線成田空港駅直通列車 … 「成田エクスプレス」
- 京阪神発着の中央本線（いわゆる中央西線）直通運転列車…「しなの (列車)」・「ちくま (列車)」
- 名古屋・大阪発着で高山本線直通運転列車 …「ひだ (列車)」
- 京阪神発着の北陸本線直通運転列車 …「白鳥 (列車)」・「サンダーバード (列車)」・「きたぐに (列車)」・「日本海 (列車)」
- 名古屋発着の北陸本線直通運転列車 …「しらさぎ (列車)」
- 名古屋発着で北陸本線・小浜線を経由して北近畿・山陰本線方面へ向かう列車 …「わかさ (列車)」
- 名古屋発着の飯田線直通運転列車 …「伊那路 (列車)」
- 名古屋・京阪地域発着の山陽本線方面へ向かう列車群 …「山陽本線優等列車沿革」
- 京阪地域発着で山陽本線・智頭急行智頭線・播但線・姫新線・伯備線（陰陽連絡路線）を経由して山陰本線への直通列車（陰陽連絡列車）…「スーパーはくと」・「はまかぜ (列車)」・「やくも」
- 静岡発着の身延線直通運転列車 …「ふじかわ (列車)」
- 京都駅発着の梅田貨物線・大阪環状線・阪和線を経由して紀勢本線方面・関西空港駅への直通列車 … 「くろしお (列車)」・「はるか (列車)」
- 東京・大阪圏のライナー列車の格上げ含む（通勤）特急列車 … 「湘南 (列車)」・「びわこエクスプレス」・「らくラクはりま」

## 列車の沿革

### 東海道本線開業
- 1872年10月15日（明治5年9月12日） 新橋駅 - 横浜駅（新橋は後の汐留駅、横浜は桜木町駅の位置）間に日本初の鉄道が開業。
- 1889年（明治22年）7月 新橋駅 - 神戸駅間が全通する。後に「東海道本線」と命名される。

### 優等列車設定
- 1896年（明治29年）9月 2年前となる1894年（明治27年）より神戸駅 - 広島駅間で運転を開始した山陽鉄道（現在の山陽本線を当時運営していた私鉄）の急行列車に刺激され、国有鉄道でも新橋駅 - 神戸駅間に1往復の急行列車を設定。
新橋 - 神戸間の所要時間は下りが17時間22分、上りが17時間9分であった。
この急行列車は「急行料金」などといったものは徴収せず乗車券のみで乗車できたが、40哩（マイル=約64km）以上の区間でなければ乗車券を販売しないなどといった乗車制限は設けた。
- 1898年（明治31年）8月 新橋駅 - 神戸駅間に夜行の急行列車が設定され、急行は2往復となった。
- 1900年（明治33年）10月 新橋駅 - 神戸駅間の夜行急行列車に一等寝台車が連結開始された。
- 1901年（明治34年）12月 急行列車に食堂車が連結開始される。
しかしながら、たとえば、国府津駅 - 沼津駅間は、いわゆる「箱根越え」として急勾配が存在する現在の御殿場線のルートを採用していたなど、難所を当時の東海道本線は抱えていた。このため、この路線で食堂車1両を連結することにもかなり無理があったらしく、食堂車は新橋駅 - 神戸駅間全線のうち、新橋駅 - 国府津駅間・沼津駅 - 馬場駅（後に大津駅となり、現在は膳所駅）間・京都駅 - 神戸駅間といった急勾配区間を省いた区間でしか連結されていなかった。急勾配区間前後の駅で解結を繰り返していたのである。
- 1903年（明治36年）1月 食堂車が全区間で連結されるようになる。
- 1904年（明治37年）2月 日露戦争による戦時体制を受けて、急行列車は全て普通列車となる。
- 1904年（明治37年）7月 3往復の急行列車が復活する。
- 1904年（明治37年）9月 再び急行列車が全廃。
- 1905年（明治38年）1月 新橋駅 - 下関駅間に、山陽鉄道に直通して運転される急行1・2列車が設定された。しかしながら約3か月で廃止となった。
- 1906年（明治39年）4月 新橋駅 - 神戸駅間に、一等車と二等車のみで編成された最急行1・2列車を設定。また、同時に同区間には一等車（一等寝台車を含む）と二等車のみで編成された夜行急行3・4列車、三等車のみで編成された夜行急行5・6列車も新設された。
最急行列車に乗車するには乗車券の他に「急行列車券」が必要とされ、日本で初めて乗車券の他に「料金」を徴収する列車となった。
なお、列車種別の「最急行」は急行列車よりも上格の列車を意味するものであったが、このため現在の特急列車の前身とする考え方もある。
また、三等急行5・6列車はそれまでの食堂車が高級な「洋食堂車」であったのに対し、大衆向けの「和食堂車」を初めて連結した列車であった。
- 1906年（明治39年）12月 山陽鉄道は鉄道国有法によって国有化される。
- 1910年（明治43年）9月 急行3･4列車に二等寝台車を連結。

### 特急誕生
- 1912年（明治45年）6月 新橋駅 - 下関駅間に日本初となる「特別急行」（特急）1・2列車が運転を開始。前述した最急行を格上げ・区間延長する形で運行された。
特急1・2列車は一・二等車のみで構成され、最後尾には一等展望車を連結したが、大衆が多く利用していた三等車は連結されなかった。
また、当時行われていた東京からパリ・ロンドンに至るまでの国際連絡運輸の一環を担っていた。
そのような豪華列車であり要人や外国人も多く利用したことから、この列車の業務を取り仕切った列車長（シェフ・ド・トラン）は英語が話せた。
この列車は日露戦争に勝利して列強（五大国）の仲間入りした日本の威信を象徴するものでもあり、設備・装飾なども相当豪華なものとなっていた。
- 同時に新橋駅 - 神戸駅間に二・三等急行9･10列車（和食堂車連結）、一･二等不定期急行11･12列車（一等・二等寝台車、洋食堂車連結）が新設された。
- 1914年（大正3年）12月 新橋駅に変わる東京のターミナル駅として、1908年（明治41年）3月から建設が進められていた「東京駅」が開業。特急列車などの東海道本線の列車は全て東京駅始発となった。
- 1921年（大正10年）8月 それまでの東海道本線は、大津駅（現在の膳所駅） - 京都駅間で南回りの遠回り経路をとっていたが、この時現在のルートが新逢坂山トンネル (2325.5m) の開削によって開通し、距離がそれまでと比べて4.5km短縮された他、同区間に存在していた急勾配も解消され、列車の大幅なスピードアップに貢献した。
- 1923年（大正12年）7月 東京駅 - 下関駅間に、それまで唯一の特急列車であった1・2列車に加え、特急3・4列車が設定される。
1・2列車は一等車・二等車のみの編成だったのに対して、3・4列車は三等車のみで編成され、食堂車も1・2列車が洋食堂車だったのに対して、3・4列車は和食堂車だった。
なお、1・2列車と3・4列車は数十分の間隔を置いて運行（続行運転という）された。
- 1923年（大正12年）9月 関東大震災が発生し、東海道本線は甚大な被害を受け約2か月間不通、開通後も1926年ごろまで列車は減速運転を行った。

### 戦前黄金時代
- 1929年（昭和4年）9月 特急1・2列車に「富士」（ふじ）、3・4列車に「櫻」（さくら）という愛称が付けられた。これが日本における「列車愛称」の始まりである。
- 1930年（昭和5年）10月 東京駅 - 神戸駅間に新しく特急「燕」（つばめ。11・12列車）の運転を開始。

同列車は「超特急」と人々から呼ばれ、その名の通りそれまでの特急「富士」・「櫻」が東京駅 - 大阪駅間を11時間弱、急行列車が12時間前後で運行していた中、同区間を8時間20分で結んだ。翌年12月からは続行運転の臨時列車も運行するようになる。なお「燕」は洋食堂車連結であったが、一・二・三等の各等車両を全て連結した。またこの時それまでの「富士」・「櫻」もスピードアップが行われ、前述した東京駅 - 大阪駅間の所要時間を9時間前後とし、約2時間を一気に短縮した。
- この時点までに東海道・山陽本線を走る急行列車の列車番号が整理され、次のように東京駅 - 神戸駅間の定期急行列車は基本的に10番台の番号を用いることとなった。また、これらは全て夜行列車であった。

13・14列車
三等急行、和食堂車を連結。後述する17・18列車とは対照的な輸送力重視の列車であった。
15・16列車
一・二・三等急行、一等・二等寝台車と和食堂車を連結。
17・18列車
一・二等急行、一等・二等寝台車と洋食堂車を連結。また毎週金曜日発の列車に限り東京駅 - 米原駅間で敦賀港駅発着の一等・二等寝台合造車を連結。
※編成中1両の二等座席車と食堂車・荷物車・郵便車以外全て一等・二等寝台車で編成された列車の性格上、政財界の要人や芸能人、エリートサラリーマンが主たる利用者だったため、「名士列車」とも呼ばれた。
19・20列車
二・三等急行、二等寝台車と和食堂車を連結。
- 1931年（昭和6年）2月 それまでの寝台車は一等・二等のみであったが、この時三等寝台車が登場。初めは東京駅 - 神戸駅間の急行13・14列車と19・20列車に連結され、12月より「櫻」と急行15・16列車にも連結されるようになる。
- 1934年（昭和9年）12月 丹那トンネルの開通により、東海道本線国府津駅 - 沼津駅間のルートがそれまでの御殿場経由から熱海経由に変更となって、距離は12km短縮、勾配はそれまでの25‰（パーミル）から10‰に緩和されたため、これに伴いダイヤ改正が実施された。これにより、東京 - 大阪間の所要時間は特急「燕」で約20分、「富士」・「櫻」で30 - 40分、急行列車で35 - 40分も短縮されることとなった。

- 「富士」に三等車、「櫻」に二等車が連結されるようになり、続行運転は取りやめられて運転間隔を1時間30分とした。また「燕」も編成を増強、臨時「燕」は運転日数を増やし不定期列車とされた。
これにより「富士」は朝鮮の釜山への関釜連絡船へ接続し、釜山からは朝鮮総督府鉄道で京城を経由し満洲国の新京へ南満洲鉄道で向かう列車へ連絡していて、さらにウラジオストク、北京、莫斯科（モスクワ）、巴里（パリ）、羅馬（ローマ）、倫敦（ロンドン）、伯林（ベルリン）などへ向かうことができ、その他にも関門連絡船で海を渡った門司駅から長崎駅への急行列車と接続し、そこから上海への航路（日華連絡船）と接続するなど、前述した国際連絡運輸の一環をなす列車へ、「櫻」は同じ門司駅から九州の鹿児島・宮崎方面の列車と接続へと、それぞれ役割分担が図られるようになった。
- 同時に急行列車の一等車も整理され、15・16列車は一等寝台車を17・18列車に移して二・三等急行になったほか、17・18列車が東京駅 - 米原駅間で連結していた敦賀港駅発着の一等・二等寝台合造車は廃止、代わって19・20列車の東京駅 - 米原駅間に敦賀港駅発着の二等寝台車が連結となった。

- 1936年（昭和11年）12月 不定期二・三等急行1019・1020列車（二等・三等寝台車、和食堂車連結）が東京駅 - 大阪駅間に新設される。この列車は編成中に二等寝台車1両、三等寝台車5両を連結という寝台車比率の高いものであった。
- 1937年（昭和12年）7月 この月の1日に行われたダイヤ改正で、東京駅 - 神戸駅間に新たに特急列車「鷗」（かもめ）が新設される。「櫻」を30分先行する時刻で運転され、一・二・三等各車両と洋食堂車で編成された。同区間を走る「燕」、同時間帯を走る「富士」・「櫻」の補助的性格が強い列車であり、展望車は1939年（昭和14年）3月まで連結が見送られ、利用率次第ではすぐに臨時列車へ格下げする予定であったといわれる。この「鷗」の設定されたころが、戦前の鉄道の最盛期であった。しかしながら同列車の設定された6日後の7日に盧溝橋事件が起こって日中戦争が勃発し、日本は次第に戦時体制に突入して行き、鉄道を取り巻く環境も変化していくこととなった。
- 「鷗」新設と同時に東京駅 - 大阪駅間に二・三等急行1033・1034列車（二等・三等寝台車、和食堂車連結）が新設される。この列車が設定されたことで不定期急行1019・1020列車に連結の三等寝台車は両数を削減、食堂車の連結も廃止されたほか、東京駅 - 神戸駅間の急行19・20列車は運転区間を東京駅 - 下関駅間に延長、急行19・14列車となったため急行13・14列車は13・16列車、急行15・16列車は15・20列車に列車番号を変更、ダイヤ改正前の13・14列車時代は食堂車と荷物車以外三等車（寝台車含む）のみで編成されていた13・16列車にも二等寝台車が連結されるなど急行列車の再編が行われた。

### 戦時・戦後
- 1939年（昭和14年）11月 日中戦争の戦況が進み、満洲・中国等大陸へ向かう需要が増加、東京駅 - 下関駅間の急行増発と並行して東京駅 - 大阪駅間にも昼行の二・三等急行1021・1022列車（和食堂車連結）、夜行の二・三等急行1023・1024列車（二等・三等寝台車、和食堂車連結）の2往復が新設される。その一方通勤列車なども増発したため、一部地域では平行ダイヤ（優等列車と普通列車の所要時間をほぼ同等とすることで、間隔を詰めて列車本数を増発する方法）化がおこり、一部上り急行列車の所要時間が東京口で延伸した。
- 1940年（昭和15年）10月 前年に引き続き東京駅 - 下関駅間の急行列車が増発される。その一方で、下りの夜行急行列車の所要時間が一部延伸された。これもまた、通勤列車の増発に伴って平行ダイヤを採用したためである。また東京駅 - 米原間準急701・702列車（現在の快速列車に相当）の格上げにより東京駅 - 名古屋駅間運行という、当時としては短距離の急行列車である二・三等急行1041・1040列車（食堂車非連結）が設定されたほか、急行1023・1024列車は東京駅 - 神戸駅間に延長、急行15列車は東京駅 - 大阪駅間の運転に短縮、急行16列車と急行20列車の順序が入れ替わった。
- 1940年（昭和15年）12月 輸送力増強を目的として急行15・16列車の三等寝台車と食堂車連結が中止される。
- 1941年（昭和16年）7月 三等寝台車の使用を中止、全廃となる。列車需要が急増したことによる混雑を緩和するのが目的であった。このほか急行13・20列車、1023・1024列車、1033・1034列車の食堂車も連結が中止された。
- 1942年（昭和17年）11月 関門トンネルが開通して、東京駅 - 下関駅間運行であった特急・急行列車の多くが、九州まで足を延ばすようになった。これに伴い実施されたダイヤ改正により、「富士」は東京駅 - 長崎駅間運行となり、前述した上海航路への接続列車ともなった。「櫻」は鹿児島駅まで足を延ばすことになったものの、急行列車（7・8列車）に格下げされて愛称も消滅、同時に不定期「燕」も廃止されたほか、東海道・山陽本線の列車番号が整理され、東海道本線内のみを走る定期特急・急行列車の列車番号は基本的に100番台を用いることとなった。
- 1943年（昭和18年）2月 1941年12月に始まった大東亜戦争（太平洋戦争）を受けて前年10月に閣議決定された「戦時陸運非常体制」に基くダイヤ改正が行われ、列車が各線で大幅に削減される。東海道本線では特急「鷗」が廃止、特急「燕」や急行113・114列車（以前の急行17・18列車）が東京駅 - 大阪駅間運行に区間短縮された。
- 1943年（昭和18年）7月 それまでの特急列車を「第一種急行」、急行列車を「第二種急行」とする。この時「特急」の呼称は制度上は廃止された。なお、第一種急行にはそれまでの特急「富士」・「燕」の他に、かつての「櫻」であった7・8列車も指定され、列車番号も以前の3・4列車に復した。
- 1943年（昭和18年）10月 戦時下における観光旅行などの自粛を受けた「決戦ダイヤ」と称される時刻改正が行われ、「燕」は廃止、「富士」は東京駅 - 博多駅間運転に区間短縮されて所要時間も伸びた。その他にも東京駅 - 博多駅間運行の急行5・6列車と東京駅 - 大阪駅間運行の急行105・106列車を統合して東京駅 - 長崎駅間運行の急行5・6列車に再編、東京駅 - 大阪駅間運行の急行111・112・113・114・115・116列車、東京駅 - 名古屋駅間運行の急行125・126列車が廃止されるなど、各線で列車の大幅削減・運転区間短縮・所要時間延伸が行われた。
- 1944年（昭和19年）4月 「決戦非常措置要綱」に基きダイヤ改正。「富士」が廃止され、第一種急行すなわち特急列車が消滅。その他一等車・展望車・寝台車・食堂車も全廃[1]、これ以外にも各線の列車で大幅に列車本数が削減された。
- 1944年（昭和19年）10月 それまで大垣駅 - 関ケ原駅間には25‰の関ケ原方面へ向かって登り急勾配区間が存在したが、戦時貨物輸送の増強を図るべくそれを10‰に緩和した迂回線が建設され、この時から使用が開始された。なお同区間には垂井駅が存在したが、それへの代替で同迂回線には新垂井駅が下り列車専用の駅として設置された。（新垂井駅はその後、1986年〈昭和61年〉11月に廃止される）
- 1945年（昭和20年）1月 東京駅 - 鹿児島駅間運行の急行3・4列車は運転区間を東京駅 - 熊本駅間に短縮、下り列車の列車番号は3列車から1列車に変更となる。
- 1945年（昭和20年）3月 急行列車は全国でも、東海道本線・山陽本線の東京駅 - 下関駅間運行の1・2列車（以前の1・4列車）1往復のみとなる。（1・2列車は同年6月、門司駅まで延伸）
- 1945年 - 1946年（昭和20 - 21年） この年の春以降激化した連合国軍機による本土への空襲の影響と石炭事情の影響、同年8月の終戦を受けた連合国軍最高司令官総司令部傘下の鉄道司令部による運行指令への変更、さらに連合軍専用列車の運行によるダイヤ変更などより、列車は増発と削減が繰り返された。
- 1947年（昭和22年）1月 石炭事情が悪化したことにより、列車が大幅に削減され、急行列車・二等車は全廃される。これは日本の鉄道史上、最悪の事態であった。

### 戦後復興時代
- 1947年（昭和22年）4月 東京駅 - 博多駅・門司駅間に1往復ずつ、計2往復の急行列車が復活。以後列車は増発されていくようになる。
- 1948年（昭和23年）7月 戦後初の白紙ダイヤ改正が行われ、全国で急行列車と、2年前の11月に東北地域で初登場していた準急列車が設定・増発されるなどした。東海道本線でも不定期の準急列車が5往復設定されたが、その一方で急行列車の速度は低下した。なおこの改正により、東海道区間における急行列車は定期3往復・不定期2往復となった。
- 1948年（昭和23年）12月 東京駅 - 鹿児島駅、東京駅 - 大阪駅間運行の急行列車2往復（1・2列車、11・12列車）に「特別寝台車」を連結開始。外国人向けのもので、日本人には売れ残った場合のみ寝台券を販売したが、ともかく日本人が乗れる寝台車が復活した。
- 1949年（昭和24年）5月 特別寝台車は、一等寝台車に改称。
- 1949年（昭和24年）6月 国有鉄道の運営が、それまでの運輸省から公共企業体の「日本国有鉄道」へ改められる。
- 1949年（昭和24年）9月15日 大規模なダイヤ改正を実施。

- 東京駅 - 大阪駅間にて特急「へいわ」が運転を開始。同区間は9時間を要し、1934年（昭和9年）12月改正時の「燕」の8時間にはまだまだ及ばなかったが、ともあれ国鉄における特急列車が5年ぶりに復活した。
- 「へいわ」と東京駅 - 鹿児島駅間運行の急行1・2列車で食堂車の営業が開始され、これまた5年ぶりの復活となっている。
- 東京駅 - 大阪駅間で運行していた急行15・16列車（この改正で、11・12列車から改番）に「銀河」と命名している。これは急行列車では（戦前の大陸などを除いて）初の列車愛称であった。

新しく命名された「銀河」は、この改正で三等車を廃して一・二等車のみの編成となり、最後部には銀河をかたどったバックサインを掲げていた。しかしまだ三等車の混雑がひどい時代で、他の急行列車はどれも乗客ですずなりとなっている中、「銀河」は利用率が悪く常に短い編成でガラガラの状態で走るという有様となったため、客の分散を図るため運転開始9日目には三等車が連結されるようになった。
- 東京駅 - 名古屋駅間には夜行準急列車31・32列車が設定された。

ちなみに東海道本線での急行列車は、この時定期7往復となった。
- 1949年12月 東京駅 - 博多駅間に急行21・24列車新設。
- 1950年（昭和25年）1月1日 「へいわ」は、「つばめ」（戦後は平仮名書き）に改称される。名列車の名前が蘇った[2]。
- 1950年（昭和25年）6月 「つばめ」の姉妹列車として、東京駅 - 大阪駅間に特急「はと」を設定。「つばめ」・「はと」のコンビは以後、1975年（昭和50年）3月まで続くこととなる。またこの時、特急列車に女性乗務員の「つばめガール」・「はとガール」が乗るようになった。
- 1950年（昭和25年）10月 前年に引き続き再び大規模なダイヤ改正を行う。

- 「つばめ」・「はと」は、東京駅 - 大阪駅間の所要時間を8時間とし、ようやく戦前の「燕」の水準に追いついた。
- 二等寝台車もこのころ復活する。
- 「銀河」の運転区間が東京駅 - 神戸駅間に延長。
- 東京駅 - 宇野駅間直通の急行列車が初めて設定され、同列車は「せと」と命名された。
- 東京駅 - 広島駅間（呉線経由）運転の39・40列車が設定。（東京駅 - 岡山駅間は、「せと」と併結）
- 急行21・24列車の運転区間を、東京駅 - 熊本駅間（筑豊本線経由）に変更。
- 前年登場した東京駅 - 名古屋駅間準急31・32列車の格上げ・区間延長の形態ながら、東京駅 - 湊町駅（関西本線、現・JR難波駅）・鳥羽駅（参宮線）間に1往復急行列車を設定。

これにより東海道区間の急行列車は9往復となり、ようやく活気が戻ってきた。
- 1950年（昭和25年）11月 「銀河」・「せと」に限らず急行列車に広く愛称をつけることになる。

「明星」 東京駅 - 大阪駅間運転の11・12列車
「彗星」 東京駅 - 大阪駅間運転の15・16列車
「大和」 東京駅 - 湊町駅・鳥羽駅間運転の201・202列車
「阿蘇」 東京駅 - 熊本駅間（筑豊本線経由）運転の31・32列車
「きりしま」 東京駅 - 鹿児島駅間運転の33・34列車（10月の改正で1・2列車から改番）
「雲仙」 東京駅 - 長崎駅間運転の35・36列車
「筑紫」 東京駅 - 博多駅間運転の37・38列車
「安芸」 東京駅 - 広島駅間（呉線経由）運転の39・40列車
- 1951年（昭和26年）4月 東京駅 - 大阪駅間にて、「つばめ」の2 - 10分後を追う時刻で臨時特急「さくら」（平仮名書き）が運転開始。以後、多客期には必ず設定される列車となった。
- 1951年（昭和26年）9月 「せと」は、「安芸」との併結を取りやめて単独運転となる。
- 1951年（昭和26年）11月 大阪駅 - 大社駅（大社線、現在廃止）間で運行されていた準急列車が東京まで延伸したうえで急行列車へ格上げされ「いずも」と名づけられる。この急行は東京から山陰へ向かう初の列車ではあったが線路容量の都合もあり、大阪駅まで「せと」と併結することになった。また、京都駅 - 博多駅・都城駅間にて設定されていた準急205・206列車から分離して、「阿蘇」に東京駅 - 門司駅間にて併結する形で、東京駅 - 都城駅間に「たかちほ」を設定。
- 1952年（昭和27年）4月 それまで、連合国軍による占領が終了したことを受けて、連合国軍専用列車として運行されていた列車が、「特殊列車」となって一部ながら日本人に開放するようになる。料金上は急行列車のそれとして扱われた。この時東海道区間を走る列車で開放されたのは、東京駅 - 佐世保駅間運転の1001・1002、1005・1006列車で計2往復であった。
- 1952年（昭和27年）9月 名古屋駅 - 大阪駅間に、毎日運行の不定期準急3405・3406列車設定。
- 1953年（昭和28年）3月 「筑紫」は鹿児島駅まで延長運転開始。東京 - 鹿児島間を2夜行で走った。また、それまで大阪駅 - 博多駅間運行の急行列車であった「げんかい」が、東京駅 - 博多駅間運行となる。
- 1953年（昭和28年）11月 東京駅 - 大阪駅間で、各等で編成された夜行急行「月光」が運転開始。また「大和」の鳥羽駅行きの編成が分離され、「伊勢」と命名された。準急3405・3406列車は定期列車となり、列車番号は405・406列車とされた。
- 1954年（昭和29年）8月 特殊1005・1006列車が、博多駅発着に短縮される。
- 1954年（昭和29年）10月 特殊列車は、完全に普通の急行列車に転換されて愛称もつけられることになり、東京駅 - 佐世保駅間運転の1001・1002列車は「西海」、東京駅 - 博多駅間運転の1005・1006列車は「早鞆」となった。「たかちほ」は併結相手を「阿蘇」から「げんかい」に変更。

### 黄金時代
- 1955年（昭和30年）7月

- 「げんかい」は、漢字書きの「玄海」となる。
- 東京駅 - 名古屋駅間に、昼行準急列車「東海」を設定。
- 利用率が低かったことから一等寝台車を廃止、それまでの一等寝台は二等寝台A・B室、それまでの二等寝台は二等寝台C室となる。

- 1956年（昭和31年）3月 「明星」・「銀河」に三等寝台車の連結を開始。1941年（昭和16年）に廃止されて以来、15年ぶりの復活となった。
- 1956年（昭和31年）11月 東海道本線の全線電化が完成。これに伴い大幅にダイヤが改正される。

特急列車
- 「つばめ」・「はと」は東京駅 - 大阪駅間を7時間30分で走破するようになり、1934年（昭和9年）12月以来22年ぶりに記録を更新した。同時に、機関車・客車とも塗色をライトグリーンに変更し、「青大将」の異名を取ることになる。
- 東京駅 - 博多駅間に、1944年（昭和19年）4月に廃止された「富士」以来12年ぶりとなる特急列車「あさかぜ」が運転を開始。

「あさかぜ」は東京駅 - 博多駅間を17時間25分で走破し、戦前の「富士」の所要時間である20時間3分もを凌いで、速達性を発揮した。さらに、それまでの旅客列車の殆どが必ず関西圏を意識した時刻で通過していたのに対して、この「あさかぜ」は一応、京都駅・大阪駅・神戸駅で旅客扱いの停車はしたものの、同地域を深夜時間帯に通り過ぎるなど、さまざまな面で画期的な列車ともなった。また、関西圏を事実上無視してでも東京対九州間のビジネス利用に最適な時間帯を設定したことにより、高い乗車率を達成するという成功を収めた。
急行列車
- 東京駅 - 大阪駅間を昼行で運転する「なにわ」が新設。
- 「きりしま」は、漢字書きの「霧島」に改称。
- 「たかちほ」は、単独運転となったうえで漢字書きの「高千穂」に改称し、運転区間を東京駅 - 西鹿児島駅（日豊本線経由・西鹿児島駅は現鹿児島中央駅）に変更。日本最長距離運転の列車となる。
- 「早鞆」が「筑紫」に名称を変更。
- それまでの「筑紫」が「さつま」へ改称
- 「いずも」・「せと」が分離運転され、それぞれ漢字書きの「出雲」・「瀬戸」に改称される。
- 「彗星」が不定期列車化。
- 「玄海」は「あさかぜ」に東海道区間を譲り、京都駅 - 長崎駅間（大村線経由）運転の列車となる。

これによって、東海道本線の優等列車は以下の通りになる。
- 特急列車

「つばめ」・「はと」 東京駅 - 大阪駅間
「あさかぜ」 東京駅 - 博多駅間
- 昼行急行列車

「なにわ」 東京駅 - 大阪駅間
「阿蘇」 東京駅 - 熊本駅間（筑豊本線経由）
「西海」 東京駅 - 佐世保駅間
「高千穂」 東京駅 - 西鹿児島駅間（日豊本線経由・現：鹿児島中央駅）
「霧島」 東京駅 - 鹿児島駅間（鹿児島本線経由）
「雲仙」 東京駅 - 長崎駅間
- 夜行急行列車

「明星」・「月光」 東京駅 - 大阪駅間
「銀河」 東京駅 - 神戸駅間
「筑紫」 東京駅 - 博多駅間
「安芸」 東京駅 - 広島駅間（呉線経由）
「瀬戸」 東京駅 - 宇野駅間
「さつま」 東京駅 - 鹿児島駅間（鹿児島本線経由）
「出雲」 東京駅 - 浜田駅間（福知山線経由）
「大和」 東京駅 - 湊町駅（現：JR難波駅）間
「伊勢」 東京駅 - 鳥羽駅間
「彗星」 東京駅 - 大阪駅間（不定期）
- 準急列車

「東海」 東京駅 - 名古屋駅間
405・406 名古屋駅 - 大阪駅間
- 1957年（昭和32年）7月 「あさかぜ」の補助列車として「あさかぜ」に下りは30分先行、上りは30分後発する時刻で、東京駅 - 博多駅間に臨時特急「さちかぜ」が設定される。
- 1957年10月 このときに実施されたダイヤ改正により以下のように変更。

- 「さちかぜ」は定期列車に格上げされ、同時に長崎駅発着となる。
- 「彗星」も再び定期列車となり、13両編成のうち大阪駅方最前尾の荷物車と東京駅方最前尾に連結した緩急座席車1両を除く11両が寝台車で組成される、寝台列車の元祖というべき列車となった。列車番号も、17，18列車となり、戦前の「名士列車」の再来と言われるようになった。
なお、「彗星」の編成に使用した車両は二等寝台車Aクラス、A・Bクラス合造車、Cクラス各1両、Bクラス3両、三等寝台車5両と座席指定席とした三等座席車で組成した。
- 「東海」は3往復に増発され、使用車両も“湘南電車”と呼ばれた80系電車になった。
- 名古屋駅 - 大阪駅間運転の準急列車も3往復に増発されて80系電車使用列車となり、翌月には「比叡」と命名された。
- 「さくら」が不定期特急となる。

- 1958年（昭和33年）10月 このときに実施されたダイヤ改正により以下のように変更。

特急列車
- 「あさかぜ」はそれまで寄せ集めの旧形客車で運行されていたが、この改正で国鉄初の固定客車編成でありその車体色から後に「ブルートレイン」と呼ばれるようになった20系客車に置き換えられ、装いを新たにした。
- それによって余剰となった客車を使用して、東京駅 - 鹿児島駅間に特急「はやぶさ」が設定された。
- 「さちかぜ」の名前が「あさかぜ」と紛らわしく誤乗が絶えなかったため、「平和」と改称。
- 不定期特急「さくら」廃止。

急行列車
- 「さつま」は「はやぶさ」に取り替えられる形で、門司港駅 - 鹿児島駅間運転と大幅に区間短縮される。
- 東京駅 - 大阪駅間に、不定期夜行急行「あかつき」を設定。

準急列車
- 「東海」は夜行1往復が増発されて4往復となった。
- 「比叡」は2往復増発されて5往復になった。
- 「東海」・「比叡」はこの時から153系電車に使用車両を順次変更することになった。

この車両は初めに「東海」へ使用したことから「東海型電車」とも呼ばれた。なお、設計当初は91系電車として設計製造された。
- 1958年11月 東京駅 - 大阪駅・神戸駅間に、日本初の電車特急「こだま」が2往復設定される。

- 運行概況としては、下り「第1こだま」および上り「第2こだま」が大阪駅発着とし、下り「第2こだま」および上り「第1こだま」が神戸駅発着とした。編成組成も各等連結とせず、二等・三等車および軽食堂車「ビュフェ」を連結した。
- 車両は151系電車を使用した。設計当初の称号は20系電車。初めに「こだま」に使われたことから、後に「こだま型電車」とも呼ばれる様になった。
- 東京駅 - 大阪駅間をそれまでの「つばめ」・「はと」より40分早い6時間50分で走破して、滞在時間は2時間のみであるが東京 - 大阪間の日帰りが可能になったことや、編成が仕事客向けのものであったことなどから、同列車は「ビジネス特急」と呼ばれた。

- 1959年（昭和34年）4月 このときに以下のような列車が運行された。

- この月10日に、皇太子明仁親王（明仁上皇）と正田美智子（現在の上皇后美智子）との結婚の儀式が執り行われ、国鉄はそれを記念して下り9日・上り10日に東京駅 - 大阪駅間に臨時の夜行電車急行「ことぶき」を、10・12日に東京駅 - 伊東駅間に臨時準急「ちよだ」をそれぞれ運行。
- 「ちよだ」は151系電車を使用したが、これは同系が準急に使用された唯一の例となった。「ことぶき」は153系電車を使用し、急行列車への電車使用のさきがけともなった。
- この月1日より、行楽用の臨時準急列車「日本平」が東京駅 - 静岡駅間で運行されるようになった。

- 1959年7月 このとき、以下の様に変更。

- 「平和」に20系客車を導入し、「さくら」と改称。
- 「こだま」は、東京 - 大阪間の所要時間を6時間40分に短縮。
- 以下の夜行急行列車が設定される。

「能登」 東京駅 - 金沢駅間（米原駅経由）
「那智」 東京駅 - 新宮駅間
「能登」・「那智」・「伊勢」は東海道区間では併結運転を行った。
「すばる」 東京駅 - 大阪駅間 夏季臨時列車として、修学旅行用の155系電車の間合いを使用して運行された。
- 1959年（昭和34年）9月 ダイヤ改正により以下のように変更。

- 寝台券入手が困難な「彗星」の救済策として、「あかつき」を寝台列車化。
- 全車指定席による準急列車を設定。同区間を走る全車自由席の「東海」・「比叡」より停車駅が少ないなど、一ランク上の列車としての役割を担った。

- 「新東海」 東京駅 - 名古屋駅間（1往復）
- 「伊吹」 名古屋駅 - 大阪駅・神戸駅間（2往復）

- 東京駅 - 浜松駅間に準急「はまな」新設。

- 1959年（昭和34年）11月 東京 - 大阪間に、157系電車（日光型電車）を使用した臨時特急「ひびき」を設定。
- 1960年（昭和35年）6月 このときのダイヤ改正により以下のように変更。

特急列車
- 「つばめ」・「はと」ともに、車両が「こだま」との格差が大きかったことから151系電車に置き換えられ、同時に「はと」は「つばめ」に統合されて「第1つばめ」・「第2つばめ」（1往復は神戸駅発着）となった。

これによって一等車連結列車は消滅した。代わりにクロ151（パーラーカー）登場。
- 「こだま」・「つばめ」は東京 - 大阪間の所要時間を6時間30分に短縮する。これは、在来線の旅客列車では現代に至るまで破られない東海道本線の記録となった。これ以降、記録の更新は起終点が異なるものの、JR貨物が2004年に投入したJR貨物M250系電車「スーパーレールカーゴ」を使用した高速貨物電車が、東京貨物ターミナル駅 - 安治川口駅間を6時間11 - 12分で運行して達成している。

急行列車
- それまで東海道の定期列車では準急「東海」・「比叡」のみに使われてきていた前述の153系電車を使用した、日本初の電車による定期急行列車となる「せっつ」が、新たに設定された。

「せっつ」は東京 - 大阪間を「なにわ」より約1時間早い7時間46分で走破した。電車の時代が本格的に到来してきていた。なお、「せっつ」運行当初153系電車には特別二等車に使用したリクライニングシート装備の二等車がまだ存在していなかったため、止む無く従来からの回転クロスシート装備の二等車（サロ153）が充当された。
- 東京駅 - 姫路駅間に不定期の夜行電車急行「はりま」を設定。

「はりま」は80系電車を使用したが、同車両は急行に使うには見劣りが隠せない車両であった。しかしこの運行が、同車両を用いての最長距離運転の列車となった。
- 東京駅 - 鹿児島駅間に不定期客車急行「桜島」を新設。

準急列車として、以下の列車を新設。
- 「するが」 沼津駅 - 名古屋駅間
- 「長良」 東京駅 - 大垣駅間（不定期）
  - 「するが」は田町電車区（「せっつ」「比叡」との共通運用）、「長良」も田町電車区の編成を使用。

- 1960年7月 6月に一等車が消滅したことから、それまでの二等車が一等車に、三等車が二等車になった。またこの時、「はやぶさ」が20系客車化され、運転区間も東京駅 - 西鹿児島駅間に変更される。
- 1961年（昭和36年）3月 このとき、以下のように変更。

- 「明星」 寝台列車化。
- 「なにわ」 客車から153系電車化。
- 153系電車を用いた夜行急行「金星」新設。
- 「するが」の編成を田町電車区から宮原電車区（「鷲羽」用の編成。「鷲羽」と一部の「比叡」との共通化による広域運用）に移管。

「なにわ」・「せっつ」・「金星」に使われる153系電車は準急との格差を設けるべく、この時よりリクライニングシートの一等車（サロ152）を2両、ビュッフェ車（サハシ153）を2両連結する12両の豪華編成で組成されるようになった。
- 1961年7月 「はりま」は153系電車化される。しかし一等車はリクライニングシートではないサロ153であるなど、「なにわ」・「せっつ」より劣る編成であった。
- 1961年10月 後に年月を取って「サン・ロク・トオ」と呼ばれる全国規模での大ダイヤ改正がこの時行われ、特急・急行・準急が大幅に増発された。東海道本線では特にそれが重点的に行われた。概要は以下の通り。

特急列車
- 電車特急では以下の列車群を設定。既存の「こだま」・「つばめ」4往復と合わせて東海道昼行特急は8往復となった。

- 東京駅 - 宇野駅・神戸駅間に「富士」が2往復。
- 東京駅 - 大阪駅間に「はと」が1往復。
- 東京駅 - 名古屋駅間に「新東海」を格上げする形で「おおとり」が1往復。
- 「ひびき」は不定期のまま2往復に増発。

- 客車特急では、東京駅 - 熊本駅間に不定期ながら実質毎日運行の「みずほ」が新設。

「みずほ」は既に登場していた「あさかぜ」・「さくら」・「はやぶさ」の補助的性格の強い列車で、客車も20系ではなく旧形の一般客車の寄せ集めであり、格差が目立った。
急行列車
- 電車急行ではそれまでの「なにわ」・「せっつ」に加えて東京駅 - 大阪駅間に「いこま」・「よど」・「やましろ」・「六甲」が新設され、定期だけでも昼行2往復・夜行1往復の計3往復から昼行6往復・夜行3往復の計9往復へと大幅増となった。また、不定期で夜行3往復が存在。夜行1往復（姫路駅発着のため「やましろ」は使われず、「はりま」を引き続き使用。）を除き昼行、夜行ともと同じ愛称で昼行は「第1××」（昼行、夜行とも定期の列車のみ）、夜行は「第2××」とされた。

- この当時は同じ区間を運行するものでも、指定券の誤発行を防ぐことと電報の都合から、列車ごとに別の愛称を与えられることが多かった。
- 電車急行はこの時から、東京 - 大阪間を客車時代の特急「つばめ」などと同じ7時間30分で走破するようになるが、下り「いこま」は、大阪駅で宇野駅行の準急「鷲羽4号」と接続させるため7時間25分運転となった。
- 「なにわ」・「せっつ」・「いこま」・「よど」・「やましろ」・「六甲」の6種類の電車急行列車は、どれも前述した153系電車の12両編成で組成されたので、「東海道電車急行6人衆」と後になって鉄道評論家の寺本光照によって呼ばれるようにもなった。この6人衆の昼行は上下とも、「六甲」→「やましろ」→「いこま」→「なにわ」→「せっつ」→「よど」の順に運転された。

- 客車急行では、「銀河」・「月光」が寝台列車化、「金星」が電車から客車化されて寝台列車となった。その代わりとして不定期の「あかつき」が廃止されたため、東京駅 - 大阪駅、神戸駅間運行の列車は「銀河」・「明星」・「彗星」・「月光」・「金星」の5往復（東京駅 - 湊町駅間運行の「大和」を加えれば6往復、大阪以西へ運行するものもそれに付け加えれば9往復）となる。
- 東京駅 - 大分駅間に「ぶんご」を新設。ただし、東京駅 - 門司駅間では「筑紫」と併結運転。
- 「雲仙」と「西海」が併結運転に、「能登」が単独運転になる。
- 「阿蘇」は東海道区間のスジを「いこま」に譲って、名古屋駅 - 熊本駅間（鹿児島本線経由）運転になる。また、九州内の運転だった「さつま」も名古屋駅 - 鹿児島駅間運転となり、本州復帰。

準急列車
- 「東海」が7往復、「比叡」が8往復に増発。
- 「長良」の表記が平仮名の「ながら」になる。
- 「伊吹」は近鉄特急への対抗と差別化のためにリクライニングシートの一等車、ビュッフェ車を組み込んだ急行用の編成での運行になる。

この結果、東海道本線の優等列車は以下の通りとなる。
- 昼行特急列車 定期8往復、不定期2往復

「こだま」（2往復）・「つばめ」（2往復）・「はと」 東京駅 - 大阪駅間
「富士」（2往復） 東京駅 - 宇野駅、神戸駅間
「おおとり」 東京駅 - 名古屋駅間
「ひびき」（2往復・不定期） 東京駅 - 大阪駅間
- 夜行特急列車 定期3往復、不定期1往復

「さくら」 東京駅 - 長崎駅間
「あさかぜ」 東京駅 - 博多駅間
「はやぶさ」 東京駅 - 西鹿児島駅間（鹿児島本線経由）
「みずほ」 東京駅 - 熊本駅間（不定期・実質は毎日運転）
- 昼行急行列車 定期9往復、不定期1往復

「第1なにわ」・「第1せっつ」・「第1よど」・「いこま」・「やましろ」・「六甲」 東京駅 - 大阪駅間
「霧島」 東京駅 - 鹿児島駅間（鹿児島本線経由）
「雲仙」・「西海」 東京駅 - 長崎駅、佐世保駅間（東京駅 - 肥前山口駅間併結）
「高千穂」 東京駅 - 西鹿児島駅間（日豊本線経由）
「桜島」 東京駅 - 西鹿児島駅間（不定期・鹿児島本線経由）
- 夜行急行列車 定期15往復、不定期3往復

「銀河」 東京駅 - 神戸駅間（寝台専用列車）
「明星」・「彗星」・「月光」・「金星」 東京駅 - 大阪駅間（寝台専用列車）
「第2せっつ」・「第2なにわ」・「第2よど」 東京駅 - 大阪駅間
「出雲」 東京駅 - 浜田駅間
「安芸」 東京駅 - 広島駅間（呉線経由）
「瀬戸」 東京駅 - 宇野駅間
「筑紫」・「ぶんご」 東京駅 - 博多駅、大分駅間（東京駅 - 門司駅間併結）
「伊勢」・「那智」 東京駅 - 鳥羽駅、新宮駅（東京駅 - 多気駅間併結）
「能登」 東京駅 - 金沢駅間（米原駅経由）
「大和」 東京駅 - 湊町駅（現在のJR難波駅）間
「第2いこま」・「第2六甲」 東京駅 - 大阪駅間（不定期）
「はりま」 東京駅 - 姫路駅間（不定期）
- 準急列車

「東海」 東京駅 - 名古屋駅、大垣駅間（7往復）
「はまな」 東京駅 - 浜松駅間（2往復）
「するが」 沼津駅 - 名古屋駅間
「比叡」 名古屋駅 - 大阪駅間（8往復）
「伊吹」 名古屋駅 - 大阪駅、神戸駅間（全車座席指定・2往復）
「ながら」 東京駅 - 大垣駅間（不定期・全車座席指定）
なお、同改正における東海道本線内各駅の定期優等列車停車状況は以下の表の通りである（駅数が多いため、伸縮型のメニューとして掲載する）。
- 1962年（昭和37年）5月 「彗星」にサロンカーとなるオシ16形食堂車の連結を行う。
- 1962年6月 広島駅まで山陽本線の電化が完成。

- 特急「つばめ」2往復のうち1往復が広島駅まで延長運転されるようになる。
- 東京駅 - 広島駅間に電車急行「宮島」が昼行1往復・夜行1往復の2往復が設定され、その代わりに「やましろ」と「第2よど」が廃止された。「宮島」はそういった経緯からか153系電車12両編成を継続使用した。これは同電車含む急行形車両使用の最長距離定期列車 (894.8km) として記録に残るものである。
- 「みずほ」が定期列車に昇格。
- 不定期の電車急行「第2六甲」を寝台列車化し「あかつき」の名が復活。10月より定期列車化。

- 1963年（昭和38年）4月 「ひびき」のうち1往復が定期列車となる。これにより東海道の定期電車特急は9往復となった。
- 1963年6月 「みずほ」に20系客車が導入される。同時に大分駅まで乗り入れる編成を連結開始。
- 1963年10月 電車急行「第2なにわ」が寝台列車となり、「すばる」と名を改めた。これによって揃った「銀河」・「明星」・「彗星」・「月光」・「金星」・「あかつき」・「すばる」の7種の急行列車は、いずれも東京駅 - 大阪駅、神戸駅間を運行する夜行寝台急行列車であったので、「東海道寝台急行7人衆」と後に呼ばれるようにもなった。

### 東海道新幹線開業後

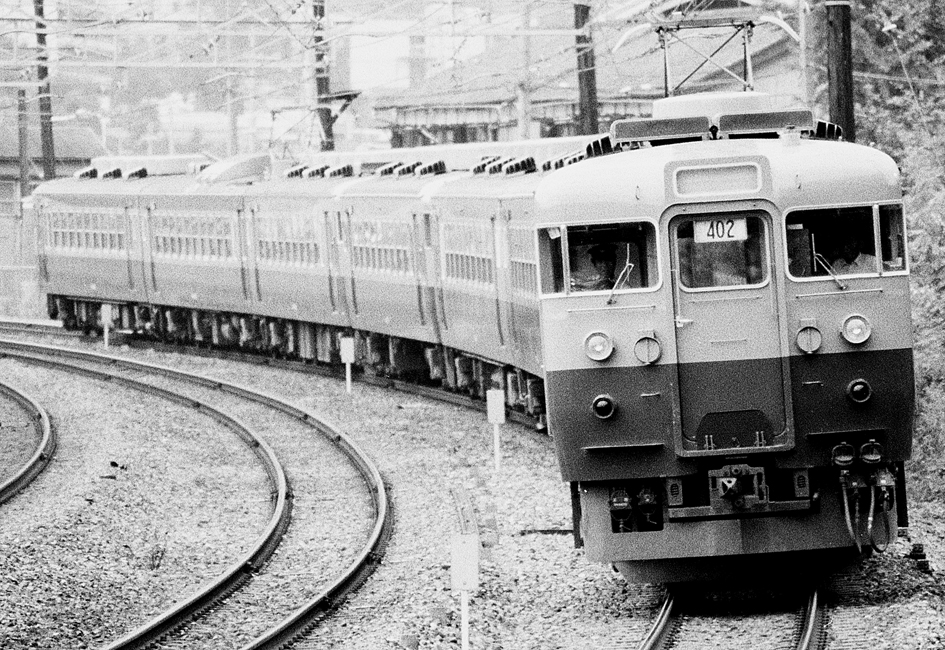
国鉄165系電車 急行「比叡」（1983年、山崎駅付近）

- 1964年（昭和39年）10月 この月の1日に東海道新幹線が開業。これに伴うダイヤ改正では1時間に1本ずつ「ひかり」・「こだま」が設定され、これにより東海道における輸送の主体は新幹線に移り、在来線の優等列車は大幅に削減されることとなった。

昼行電車特急は全列車新幹線列車に移行。
- 「こだま」 新幹線特急列車愛称となる。
- 「つばめ」・「はと」 新大阪駅 - 博多駅間の山陽本線特急列車に移行。
- 「富士」 「みずほ」の大分編成を独立させて、東京駅 - 大分駅間に新設した寝台特急列車へ移行。
- 「おおとり」 函館駅 - 網走駅・釧路駅間運行の特急列車へ移行。移行後はオホーツク (列車)に記す。
- 「ひびき」 廃止。

電車急行
- 「せっつ」 2往復とも廃止。
- 「宮島」 大阪駅 - 広島駅間に区間短縮。
- 「なにわ」・「いこま」・「よど」・「六甲」の定期4往復は存続。

客車急行
- 「あかつき」・「彗星」・「すばる」・「筑紫」・「ぶんご」が廃止。
- 「さぬき」が寝台急行として東京駅 - 宇野駅間に新設。
- 「那智」 紀伊勝浦駅まで延長運転される。

準急列車
- 「伊吹」 全車座席指定列車の任を解かれ、停車駅増のうえ「比叡」に統合され廃止。
- 「東海」 昼行1往復削減により5往復となる。

- 1965年（昭和40年）10月 このとき実施されたダイヤ改正で、新幹線は「ひかり」・「こだま」ともに1時間に2本ずつのダイヤが組めるようになり、翌月からはその増発とスピードアップが行われ、東京駅 - 新大阪駅間を「ひかり」は3時間10分で運行するようになった。その一方で昨年の改正以後乗客の多くが新幹線に転移したのを受け、再び在来線列車の削減が行われた。

特急列車
- 「さくら」は運転区間を東京駅 - 長崎駅・佐世保駅間に変更。

急行列車
- 東京 - 大阪間の昼行電車急行は、「なにわ」・「いこま」・「よど」・「六甲」各1往復を、「なにわ」2往復に統合。「いこま」は不定期の夜行列車として存続。
- 「金星」・「月光」と「はりま」が廃止。
- 「銀河」は運転区間を東京駅 - 姫路駅間に延長。
- 「能登」と「大和」は併結運転することとなった。

準急列車
- 「東海」 昼行・夜行1往復ずつが廃止されて4往復となる。
- 「比叡」 4往復に削減。
- 「するが」 毎日運転の不定期列車に格下げとなったが、伊豆箱根鉄道駿豆線の修善寺駅へ乗り入れて修善寺駅 - 三島駅 - 大垣駅間の運転となる。
- 「はまな」・「ながら」 廃止。

- 1966年（昭和41年）3月5日 修学旅行列車「わこうど」の間合いで、東京駅 - 下関駅間に電車の不定期急行「長州」を設定。なお、「長州」自体は1964年（昭和39年）10月から多客期の臨時列車として設定されていた。また、運行距離100kmを越す準急列車は全て急行列車へ格上げすることになり、「東海」・「するが」・「日本平」・「比叡」は急行列車となった。
- 1966年（昭和41年）3月25日 「するが」は定期列車となって「中伊豆」と改称。急行としての「するが」は僅か20日間の運転に終わった。
- 1966年（昭和41年）9月25日 「日本平」がこの日の運転をもって廃止となる。
- 1967年（昭和42年）10月 「霧島」の運転区間を、東京駅 - 西鹿児島駅間に変更。東京駅 - 長崎駅・大分駅間に、不定期急行「五島」・「くにさき」が新設される（門司駅まで併結）。団体専用列車のダイヤを引き継ぐ形で設定された。世界初の本格的寝台車である新たな「月光」が昼夜両用の特急車両として博多－新大阪間を運航[5]。
- 1968年（昭和43年）10月 「ヨン・サン・トオ」と後に年月をとって呼ばれることになる大改正がこの時行われた。

特急列車
- 「あさかぜ」 東京駅 - 博多駅間に1往復増発されて2往復となる。
- 「はやぶさ」 運転区間を東京駅 - 西鹿児島駅、長崎駅間に変更。

急行列車
- 「なにわ」 2往復と、不定期の「いこま」が廃止され、東京駅 - 大阪駅間を運行する電車急行は消滅。
- 「明星」は「銀河」に、「さぬき」は「瀬戸」に統合され、「銀河」・「瀬戸」は2往復となった。
- 「高千穂」と「霧島」が併結運転となる。また、これにより、昼の東京 - 大阪間を走る列車は1往復のみとなった。
- 「雲仙」は京都駅始発の、「西海」は大阪駅始発の列車の名となって東京駅始発の「雲仙」・「西海」は廃止
- 「大和」・「那智」・｢伊勢」は統合されて「紀伊」に改称される（東京駅 - 紀伊勝浦駅・王寺駅・鳥羽駅間、奈良駅 - 王寺駅間は普通列車扱い。）
- 「東海」は4往復のうち2往復を東京駅 - 静岡駅間に運転区間を短縮する。
- 「能登」・「中伊豆」は廃止。
- 「くにさき」が新大阪駅始発となり「べっぷ」と改称。
- 「五島」は東京駅始発として残ったが「ながさき」に改称。

- 1969年（昭和44年）5月 等級制度が廃止され、それまでの一等車はグリーン車、一等寝台車はA寝台車となり、二等車・二等寝台車はそれぞれ普通車・B寝台車となった。
- 1970年（昭和45年）3月 - 8月 大阪万博開催により、上りの新大阪駅 - 三島駅間に臨時の夜行急行列車「エキスポこだま」を設定。三島駅で同駅始発の臨時新幹線「こだま」に接続させ、東京近郊の通勤輸送に支障を与えることなく大阪 - 東京間の輸送を確保した。
- 1970年（昭和45年）10月 以下のように変更した。

- 「霧島」が「桜島」に改称。
- 急行「安芸」が特急「あさかぜ」に格上げされて下関駅まで運行することとなり、「あさかぜ」は3往復となる。
- 季節急行「ながさき」廃止。

- 1972年（昭和47年）3月 山陽新幹線が岡山駅まで開業したことにより、大規模なダイヤ改正が行われた。東海道の列車では、以下の様に変更した。

- 以下の急行列車が特別急行列車に格上げ。

「瀬戸」 東京駅 - 宇野駅間 ただし、1往復に統合。
「出雲」 東京駅 - 浜田駅間
- 「銀河」1往復と「紀伊」が東京駅 - 名古屋駅間を併結運転とする。これに伴い、「銀河」の大阪駅 - 姫路駅間と「紀伊」の王寺駅・鳥羽駅行き編成を廃止。
- 「桜島」・「高千穂」の食堂車連結が廃止される。
- 「東海」は全列車が東京駅 - 静岡駅間運転となる。
- 「比叡」が2往復に削減される。また、ビュッフェ車サハシ153は営業休止となった。

ちなみに、「比叡」での営業中止理由は、名阪間2時間20分台の運転では食事時間帯にかからない列車もあり、赤字であったからとされる。
また、同年11月に発生した北陸トンネル火災事故に伴い、全国的に急行列車のうち、旧型客車と位置付けられたオシ17形客車が連結中止されたが、その他の食堂車・ビュフェ車でも従業員確保難による要員不足や採算性の問題などもあって、休止・廃止が相次ぐようになった。
- 1975年（昭和50年）3月 山陽新幹線が博多駅まで開業したことにより、大規模なダイヤ改正が行われる。

- 「桜島」・「高千穂」廃止。これにより、東京 - 大阪間を走破する昼行優等列車は消滅。
- 「あさかぜ」は東京駅 - 博多駅間の1往復が臨時列車に格下げ、これにより、「あさかぜ」定期列車としては2往復に削減。
- 「はやぶさ」は東京駅 - 西鹿児島駅間に、「みずほ」は東京駅 - 熊本駅、長崎駅間に運転区間を変更。
- 東京駅 - 米子駅間に新たに寝台特急「いなば」が新設。この時急行から特急に格上げられた「紀伊」と名古屋駅（運転停車）まで併結して運行されることとなった。
- 「銀河」1往復および季節急行「長州」廃止。

- 1978年（昭和53年）10月 このときのダイヤ改正で「いなば」は「出雲」に統合される。
- 1980年（昭和55年）10月 このときのダイヤ改正で「東海」を2往復に、「比叡」を1往復に削減。
- 1981年（昭和56年）10月 「東海」のうち上り1本は、浜松駅 - 静岡駅間普通列車という形で区間延長する。
- 1984年（昭和59年）2月 このときのダイヤ改正で「紀伊」・「比叡」廃止。
- 1986年（昭和61年）11月 国鉄最後の大規模なダイヤ改正が実施され、「東海」の浜松駅始発の列車を再び静岡駅始発とする。

### JR化後の展開
- 1991年（平成3年）6月 ブルートレイン「みずほ」の食堂車営業を終了。
- 1993年（平成5年）3月 ブルートレイン「あさかぜ」・「はやぶさ」・「富士」・「さくら」食堂車営業を終了。
- 1994年（平成6年）12月 「あさかぜ」の東京駅 - 博多駅間1往復と、「みずほ」廃止。
- 1996年（平成8年）7月 「東海」は使用車両を153系から性能向上させた165系電車[6]に置き換えられていたものの、それも老朽化していたことから、この時新製された373系電車への置き換えを実施。「東海」は特急列車に格上げ変更された。
- 1998年（平成10年）7月 「瀬戸」と「出雲」のうち1往復が285系電車化され、同時に「出雲」は伯備線経由となって東京駅 - 岡山駅間で「瀬戸」と併結運転されることになり、それぞれ「サンライズ瀬戸」・「サンライズ出雲」となった。また東京駅 - 下関駅間で、臨時寝台特急「サンライズゆめ」が運行開始。
- 1999年（平成11年）12月 「はやぶさ」と「さくら」が東京駅 - 鳥栖駅間で併結運転となる。
- 2003年（平成15年）6月 米原 - 大阪間で「びわこエクスプレス」を運行開始。
- 2005年（平成17年）3月 「あさかぜ」、「さくら」が廃止。「富士」と「はやぶさ」が門司駅まで併結運転となった。
- 2006年（平成18年）3月 東京駅 - 出雲市駅間の寝台特急「出雲」が廃止される。これで、東京駅発着で単独運転する寝台特急列車が消滅した。
- 2007年（平成19年）3月 特急列車「東海」廃止。
- 2008年（平成20年）3月 寝台急行列車「銀河」廃止。
- 2009年（平成21年）3月 寝台特急「はやぶさ」「富士」が廃止、臨時列車としては「サンライズゆめ」の運行設定が無くなる。これで東海道本線全区間を走行する客車寝台特急、山陽本線倉敷駅以西への直通列車は消滅した。

## 列車名の由来
五十音順
- 「安芸」（あき） 広島県西部の旧国名「安芸」にちなむ。
- 「あかつき」 明け方を表す言葉の「暁」にちなむ。
- 「あさかぜ」 朝に目的地に到着することから、朝吹く風の「朝風」にちなむ。
- 「いこま」 大阪府と奈良県にまたがる「生駒山」にちなむ。
- 「出雲」・「いずも」 島根県東部の旧国名「出雲」にちなむ。
- 「伊勢」（いせ） 三重県中部の旧国名「伊勢」にちなむ。
- 「いなば」 経由地鳥取県東部の旧国名「因幡」にちなむ。
- 「伊吹」（いぶき） 滋賀県・岐阜県の県境にある「伊吹山」にちなむ。
- 「雲仙」（うんぜん） 長崎県にある火山の「雲仙岳」にちなむ。
- 「おおとり」 伝説上の鳥である鳳凰の異称でもあるが、単に大形の鳥類を意味する「おおとり」にちなむ。
- 「鷗」（かもめ） 鳥の「カモメ」にちなむ。
- 「紀伊」（きい） 和歌山県南部・三重県南部の旧国名「紀伊」にちなむ。
- 「霧島」・「きりしま」 鹿児島県と宮崎県にまたがる「霧島山」にちなむ。
- 「銀河」（ぎんが） 天体の「銀河」にちなむ。
- 「金星」（きんせい） 太陽系惑星の「金星」にちなむ。
- 「くにさき」 大分県北部の「国東半島」にちなむ。
- 「月光」（げっこう） 月の光を表す「月光」にちなむ。
- 「玄海」・「げんかい」 目的地付近の海域名「玄界灘」にちなむ。
- 「こだま」 その日のうちに行って帰ってこられることから、音がかえってくる現象名「木霊」にちなむ。
- 「五島」（ごとう） 目的地の長崎県西方に位置する「五島列島」にちなむ。
- 「ことぶき」 めでたいことを表す「寿」にちなむ。
- 「西海」（さいかい） 九州地方の海を表す「西海」にちなむ。
- 「櫻」・「さくら」 日本を象徴する花の「サクラ」にちなむ。
- 「桜島」（さくらじま） 鹿児島県にある「桜島」にちなむ。
- 「さちかぜ」 「幸せを運ぶ風」の意味で作られた造語による。
- 「さつま」 鹿児島県の旧国名「薩摩」にちなむ。
- 「さぬき」 目的地宇野駅対岸の、宇高連絡船で渡った先にある香川県の旧国名「讃岐」にちなむ。
- 「サンライズ出雲」（－いずも）・「サンライズ瀬戸」（－せと）・「サンライズゆめ」 使用する285系電車の愛称が「サンライズエクスプレス」であることから。「サンライズ」は名の通り「日の出」を意味する。
- 「新東海」（しんとうかい） 「『東海』よりも一ランク上の新しい列車」の意味で命名。
- 「彗星」（すいせい） 天体の「彗星」にちなむ。
- 「すばる」 天体の「昴」（プレアデス星団）にちなむ。
- 「するが」 静岡県東部の旧国名「駿河」にちなむ。
- 「せっつ」 大阪府北部の旧国名「摂津」にちなむ。
- 「瀬戸」・「せと」 目的地付近の海、「瀬戸内海」にちなむ。
- 「高千穂」・「たかちほ」 霧島山の「高千穂峰」にちなむ。
- 「長州」（ちょうしゅう） 山口県西部の旧国名「長門」の別称「長州」にちなむ。
- 「ちよだ」 皇居（旧、江戸城）の別名「千代田城」にちなむ。
- 「筑紫」（つくし） 福岡県の旧国名「筑紫」にちなむ。
- 「燕」・「つばめ」 鳥の「ツバメ」にちなむ。
- 「東海」（とうかい） 地方名の「東海」、また街道・路線名の「東海道」にちなむ。
- 「中伊豆」（なかいず） 伊豆半島（旧伊豆国）の中部へ向かう列車であるから。
- 「ながさき」 目的地の県名・市名「長崎」にちなむ。
- 「長良」・「ながら」 岐阜県を流れる「長良川」にちなむ。
- 「那智」（なち） 目的地の吉野熊野国立公園の「那智滝」・「那智山」にちなむ。
- 「なにわ」 大阪の古名「なにわ」にちなむ。
- 「日本平」 静岡県静岡市にある景勝地「日本平」にちなむ。
- 「能登」（のと） 石川県北部の旧国名「能登」にちなむ。
- 「はと」 鳥の「鳩」にちなむ。
- 「はまな」 静岡県西部の「浜名湖」にちなむ。
- 「早鞆」（はやとも） 関門海峡の「早鞆の瀬戸」にちなむ。
- 「はやぶさ」 鳥の「ハヤブサ」にちなむ。
- 「はりま」 兵庫県西南部の旧国名「播磨」にちなむ。
- 「比叡」（ひえい） 京都府・滋賀県県境に位置する「比叡山」にちなむ。
- 「ひびき」 音の「響き」にちなむ。
- 「びわこエクスプレス」 滋賀県の「琵琶湖」にちなむ。
- 「富士」（ふじ） 日本を象徴する山の「富士山」にちなむ。
- 「ぶんご」 大分県の旧国名「豊後」にちなむ。
- 「平和」・「へいわ」 「平和」を願うという意味から。
- 「みずほ」 瑞々しい稲穂を表す言葉の「瑞穂」から。
- 「宮島」（みやじま） 日本三景の「厳島」の通称「宮島」にちなむ。
- 「明星」（みょうじょう） 金星の異称「明星」にちなむ。
- 「やましろ」 京都府南部の旧国名「山城」にちなむ。
- 「大和」（やまと） 奈良県の旧国名「大和」にちなむ。
- 「よど」 大阪付近を流れる「淀川」にちなむ。
- 「六甲」（ろっこう） 神戸市北部にある「六甲山」にちなむ。